# Maurice Walsh
Maurice Walsh (* 21. April 1879 in Ballydonoghue bei Listowel, County Kerry; † 18. Februar 1964 in Blackrock, Vorort von Dublin) war ein irischer Schriftsteller.

## Leben
Walsh war der älteste Sohn des Bauern John Walsh und dessen Ehefrau Elizabeth Buckley. Die Grundschule absolvierte Walsh in Lisselton, später wechselte er an das St. Michael's College nach Listowel.
Nach erfolgreichem Abschluss bekam Walsh eine Anstellung beim Civil Service. Mit Wirkung vom 2. Juli 1901 begann er als Assistant Revenue Officer in Schottland zu arbeiten. Seit seiner Kindheit an Literatur interessiert, begann er nun auch zu schreiben. Wurden seine ersten Versuche noch als unerfahren abgetan, konnte er 1908 mit zwei Kurzgeschichten erfolgreich im Irish Emerald debütieren.
Am 8. August 1908 heiratete er in Dufftown (Banffshire) in Schottland Caroline Begg. Walsh war mit Leib und Seele nationalistisch eingestellt und als am 2. Dezember 1922 der Irische Freistaat ausgerufen wurde, ging er zusammen mit seiner Familie nach Irland.
1933 gab Walsh seinen Brotberuf auf und widmete sich nur noch seinem literarischen Schaffen. Er war schon länger Mitglied in der PEN-Vereinigung Irlands und 1938 berief man ihn dort auch zum Präsidenten. Seine wichtigste Aufgabe als solcher war, seine Heimat auf einem Schriftsteller-Kongress in den USA zu vertreten.
Kurz vor seinem 85. Geburtstag starb Maurice Walsh am 18. Februar 1964 in Blackrock (Dublin) und fand neben seiner Ehefrau († 1941) auf dem Esker Cemetery in Lucan (County South Dublin) seine letzte Ruhestätte. Der irische Staatspräsident Éamon de Valera war bei der Beerdigung anwesend und hielt auch eine kurze Rede.

## Rezeption
Als Nationalist war Walsh seiner Heimat politisch verbunden und in seinen Romanen wurden diese Ansichten auch immer wieder thematisiert. Dass er dieser Landschaft und den Menschen dort ebenfalls zeitlebens verbunden war, ist in seinen Werken  auch kein Geheimnis. Einer seiner Protagonisten, Hugh Forbes, wird als aufrechter Kämpfer gegen Black and Tans (Royal Irish Constabulary) beschrieben und kann autobiographische Züge nicht verleugnen.

## Werke (Auswahl)
Kurzgeschichten
- Green rushes. Chambers 1950 (Nachdr. d. Ausg. London 1935).[1]
- Son of Apple. Short stories. Chambers, London 1947.[2]
- Son of a tinker and other tales. A pretelling of a translation by Catriona Macleod of an old Irish folk-tale collected in Kerry by Sheumas O'Duilearga. Chambers, Edinburgh 1947 (Nachdr. d. Ausg. London 1951).
- The honest fisherman and other stories. Chambers, London 1958 (Nachdr. d. Ausg. London 1953).
- The smart fellow. Seven stories. Chambers, London 1964.
- Come back, my love. In: Devin A. Garrity (Hrsg.): 44 Irish Short Stories. An anthology of Irish short story fiction from Yeats to Frank O'Connor. 9. Auflage. Devin-Adair Books, Old Greenwich, Conn. 1982, ISBN 0-517-09530-0.

Romane
- The key above the door. Chambers, Edinburgh 1979, ISBN 0-550-20411-3. (Nachdr. d. Ausg. London 1926).[3]
  - Der Schlüssel über dem Tor. Roman. Benziger, Einsiedeln 1954.
- The small dark man. Chambers, Edinburgh 1979, ISBN 0-550-20412-1 (Nachdr. d. Ausg. London 1929).
- Blackcock's Feather. A plain cloak-and-sword story. Chambers, Edinburgh 1980, ISBN 0-550-20414-8 (Nachdr. d. Ausg. London 1932).[4]
- While rivers run. Chambers, Edinburgh 1980, ISBN 0-550-20415-6 (Nachdr. d. Ausg. London 1928).
- The road to nowhere. Chambers, Edinburgh 1980, ISBN 0-550-20417-2 (Nachdr. d. Ausg. London 1934).
- Son of the swordmaker. Chambers, London 1941.
- The hill is mine. Chambers, London 1954 (Nachdr. d. Ausg. London 1940).
- Thomasheen James. Man-of-no-work. Chambers, London 1946 (Nachdr. d. Ausg. London 1941).
- The Spanish Lady. Chambers, London 1954 (Nachdr. d. Ausg. London 1943).
- The man in brown. Chambers, Edinburgh 1945.
- Castle Gillian. Chambers, London 1952 (Nachdr. d. Ausg. London 1948).
- Trouble in the Glen, Balnain Press, Nairn 1994, ISBN 1-872557-31-7 (Nachdr. d. Ausg. London 1950).
- A strange woman's daughter. Chambers, London 1954.
- Danger under the moon. Chambers, London 1956.

Sachbücher
- And no quarter. Being to chronicle of the wars of Montrose as seen by Martin Somers. Chambers, Edinburgh 1980, ISBN 0-550-20418-0.
- The news from Ireland. Foreign correspondents and the Irish Revolution. Tauris, London 2008, ISBN 978-1-84511-714-6.

## Adaptionen
- John Ford (Regie); The quiet man. Süddeutsche Zeitung, München 2008, ISBN 978-3-86615-607-4 (1 DVD, nach Walshs gleichnamiger Kurzgeschichte).
- Johnny Burke: Donnybrook! The new musical comedy. Kapp Publ., New York 1961 (frei nach Walshs Kurzgeschichte The quiet man).